# Çalıkağıl, Yayladere
Çalıkağıl là một xã thuộc huyện Yayladere, tỉnh Bingöl, Thổ Nhĩ Kỳ. Dân số thời điểm năm 2010 là 62 người.